# Tiroteig de Las Vegas de 2017
El tiroteig de Las Vegas Strip de 2017 va ser un tiroteig massiu que va tenir lloc l'1 d'octubre de 2017 a la ciutat de Las Vegas, (estat de Nevada, Estats Units), durant la celebració de la cloenda del festival de música country "Route 91 Harvest", mentre actuava el cantant Jason Aldean. Fou executat per part d'un únic tirador, Stephen Paddock, qui va disparar contra la multitud amb diferents armes de foc des d'una balconada del pis 32 de l'hotel Mandalay Bay, situat a Las Vegas Village, al sud-est de la zona on se celebrava el concert a l'aire lliure, amb un saldo de 59 víctimes (a part del perpetrador) i 527 ferits. Fou qualificat com el més mortífer tiroteig massiu de la història dels EUA. A més a més, va ser qualificat com un acte de pura maldat pel president dels Estats Units, Donald Trump.
El tirador va ser identificat com Stephen Craig Paddock, un nord-americà de 64 anys, resident a Mesquite (Nevada), qui va ser trobat mort per la policia a l'habitació d'hotel que ocupava. És considerat el tiroteig més mortífer en la història dels Estats Units.
L'Estat Islàmic (ISIS) es va atribuir l'atemptat a través de la seva agència de notícies Amaq i va assenyalar que Paddock s'havia convertit a l'Islam feia poc, però segons fonts de l'FBI, no es va aconseguir trobar cap prova que pogués assenyalar la connexió de l'atacant amb el grup terrorista.

## Detalls del fet
Durant l'actuació de Jason Aldean, aproximadament a les 10:08 p. m. PDT l'1 d'octubre de 2017, el tirador va començar a disparar contra la multitud que assistia al festival des d'un pis superior de l'hotel Mandalay Bay, a 360 metres de l'hotel, a l'altre costat de Las Vegas Boulevard. Moltes persones en la munió inicialment van confondre els trets amb focs artificials, els analistes van sospitar que es va utilitzar un rifle automàtic. Els trets van continuar durant deu minuts.
A les 11:58 p.m. el Departament de Policia Metropolitana de Las Vegas va dir que un el sospitós havia estat "abatut". L'agressor va ser trobat mort en una habitació de l'hotel en el segon pis de Mandalay Bay, havent-se disparat just abans que la policia entrés. Es va trobar una gran quantitat de municions i 23 armes de foc, incloent rifles estil AR-15 i AK-47; dos dels rifles estaven muntats sobre trípodes i estaven equipats amb visors telescòpics. d'acord amb Massad Ayoob els enregistraments d'àudio de l'atac indiquen que el sospitós va emprar la tècnica de "Bump Fire" per a disparar les armes.

## Víctimes
Com a mínim 59 persones van ser mortes (incloent-hi el perpetrador), i com a mínim 527 persones van ser ferides, que van ser transportades a diversos hospitals, entre ells: l'University Medical Center of Southern Nevada" i el "Sunrise Hospital & Medical Center".